# Aprosdoketophis andreonei
 Aprosdoketophis andreonei – gatunek węża z rodziny połozowatych (Colubridae), jedyny przedstawiciel monotypowego rodzaju Aprosdoketophis. Znany tylko z miejsca typowego –  „Addur” (zidentyfikowanego jako Xuddur) w regionie Bakool w południowej Somalii.